# Tibati Nkambule
Tibati Nkambule, född okänt år, död 1895, var en drottningregent i Swaziland 1889-1894. 
Hon var gift med Mswati II, och mor till Dlamini IV. Hennes make avled 1868. Hon fick den inflytelserika rollen som drottningmoder under sin sons regeringstid 1875 – 1889. 
Efter sin sons död 1889 blev hon regent för sin sonson Ngwane V. Hon beskrivs som kraftfull, traditionell och respekterad, och ska ha lett landet effektivt under den tumultartade period när det placerades under Sydafrikas överhöghet.